# زعتر الريحان
زعتر الريحان أو رَيحان بري أو ريحان قَرَنفُلي أو فَرَنْجَمُشْك أو أصابع القنيات (بالإنجليزية: Acinos arvensis)، هو نوع من النباتات من جنس أسينوس. يعتبر من النباتات المعمرة، وينمو عادة حوالي 8 بوصات (20 سم) وينتشر 12 بوصة (30 سم). يفضل أن ينمو في ضوء الشمس القوي. رائحته تشبه الزعتر بشكل ضعيف، مما يطلق عليه الاسم الشائع.
تم تسجيل زعتر الريحان كنبات غذائي ليرقة من العثة حاملة الأكياس ثلاثية الألوان.